# مارستون (میزوری)
مارستون (به انگلیسی: Marston) یک شهر در ایالات متحده آمریکا است که در شهرستان نیو مادرید، میزوری واقع شده‌است. مارستون ۲٫۸۷ کیلومتر مربع مساحت و ۵۰۳ نفر جمعیت دارد و ۸۹ متر بالاتر از سطح دریا واقع شده‌است.